# Pique de proa

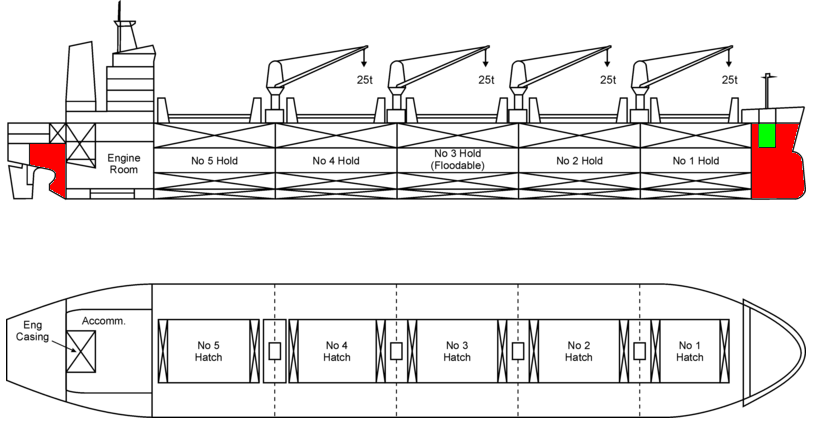
Ubicación del pique de proa y popa.

Pique de proa o Rasel de proa es un tanque estructural de un buque, construido para aprovechar los volúmenes de espacio confinados por, el forro del casco en los finos de proa, la cubierta principal y el primer mamparo trasversal que recibe el nombre de mamparo de colisión. Este es el mamparo de proa de la bodega 1 que está reforzado en su estructura para hacerlo más resistente en caso de abordajes por proa.
El pique de proa es un tanque destinado a agua de lastre (BW ballast water) y permite mediante su utilización variar sustancialmente el asiento de un buque.
En la zona de popa existe también otro tanque de iguales características denominado Pique de popa ambos marcados en rojo en el esquema adjunto.
Dentro del volumen del pique de proa se encuentra otro espacio (ver gráfico de la derecha) separado del mismo en forma estanca, que recibe el nombre de caja de cadena (marcado en verde) y son los destinados a estibar la cadena del ancla del sistema de fondeo.
Para su dimensionamiento, se debe atender al Capítulo 2-1, Reglas 10 y 11 del Reglamento SOLAS. Básicamente, estos criterios limitan los volúmenes mínimo y máximo que debe tener el pique a fin de minimizar las consecuencias de una eventual avería en esa zona del buque.
- Datos: Q2806096